# Щеврик бурохвостий
Щеврик бурохвостий (Anthus hellmayri) — вид горобцеподібних птахів родини плискових (Motacillidae).

## Назва
Вид названо на честь австрійського орнітолога Карла Едуарда Геллмайра (1878—1944).

## Поширення
Вид поширений на півдні Бразилії, у Парагваї, Уругваї, Аргентині, Чилі, Болівії та Перу. Його природними середовищами існування є помірні луки , субтропічні або тропічні високогірні луки та пасовища.